# 帕塔尔加奥恩
帕塔尔加奥恩（Pathalgaon），是印度恰蒂斯加尔邦Jashpur县的一个城镇。总人口14054（2001年）。

## 人口
该地2001年总人口14054人，其中男性7161人，女性6893人；0—6岁人口1927人，其中男978人，女949人；识字率69.97%，其中男性为76.85%，女性为62.82%。